# Trapt EP
Trapt EP este un EP de 3 piese lansat in 2004 de Trapt și Warner Bros. Records.

## Lista piese
1. Made of Glass(live)
2. Echo (live)
3. Promise